# Kiss Me Once
Kiss Me Once ist das zwölfte Studioalbum der australischen Sängerin Kylie Minogue und wurde erstmals am 14. März 2014 in Australien veröffentlicht. Kiss Me Once ist das erste Album unter der Leitung von Roc Nation.
Das Album ist zudem die erste Veröffentlichung unter Warner Music, nachdem das Unternehmen Parlophone übernommen hat. In Nordamerika wurde das Album unter Warner Bros., in Großbritannien unter Parlophone veröffentlicht.

## Singleauskopplungen
Die erste Single „Into the Blue“ wurde auf BBC Radio 2 am 27. Januar 2014 uraufgeführt und am 28. Januar in den meisten Ländern veröffentlicht. Nach Veröffentlichung platzierte sie sich auf Platz zwölf der britischen Singlecharts, sowie an der Spitzenposition der Hot Dance Club Songs. In Australien ist es ihre erste Lead-Single, die nicht die Top 40 erreichte: Der Song platzierte sich auf Nummer 46. In Belgien und Irland erreichte er die Top 10, während jedoch auch in anderen Ländern der Song nicht den Erwartungen treu blieb und sich nur mittig platzierte.
I Was Gonna Cancel erschien am 11. Mai als zweite Single. Das Lied, welches textlich einen schlechten Tag beschreibt, wurde auch von Pharrell Williams produziert, so dass der Musikstil sehr an Get Lucky und Daft Punk erinnert. Bis jetzt erreichte das Lied #59 in den UK Charts sowie #25 in Kroatien.

## Rezeption
Laut.de vergab 3 von 5 Sternen und fasste zusammen:

„Schlussendlich erfreut sich der Hörer an einem durchweg soliden Dance-Pop-Album, das abgesehen von den beiden Songs ‚Into The Blue‘ und ‚Sexy Love‘ zwar nur selten Gipfel erstürmt, aber mit dem süffigen Enrique Iglesias-Duett ‚Beautiful‘ und dem zwiespältigen Zahnspangen-Hüpfer ‚Fine‘ auch nur zwei wirklich tiefe Täler durchschreiten muss.“

CDstarts.de vergab 5 von 10 Punkten und stellte fest, dass Minogue ihrem Erfolgskonzept, der Erotik, treu bleiben würde, „Tiefgründigkeit […] auf diesem Album also Fehl am Platz“ sei.

„Ansonsten bleibt wirklich alles beim Alten und das hat gute, aber auch schlechte Seiten. Einerseits weiß man genau, auf was man sich einlässt. Andererseits beschleicht einen das langweilende Gefühl, das meiste davon schon zu kennen, wodurch nichts so richtig hängenbleiben mag.“

## Titelliste
| #   | Produktion                         | Länge                                                                                    |                                       |      |
| --- | ---------------------------------- | ---------------------------------------------------------------------------------------- | ------------------------------------- | ---- |
| 1.  | Into the Blue                      | Kelly Sheehan, Mike Del Rio, Jacob Kasher Hindlin                                        | Del Rio, Sheehan                      | 4:08 |
| 2.  | Million Miles                      | Chelcee Grimes, Daniel Davidsen, Peter Wallevik, Mich Hansen                             | Wallevik, Davidsen, Cutfather         | 3:35 |
| 3.  | I Was Gonna Cancel                 | Pharrell Williams                                                                        | Williams, Sheehan                     | 3:32 |
| 4.  | Sexy Love                          | Wayne Hector, Autumn Rowe, Wallevik, Davidsen, Hansen                                    | Davidsen, Wallevik, Cutfather         | 3:31 |
| 5.  | Sexercize                          | Sia Furler, Marcus Lomax, Jordan Johnson, Stefan Johnson, Clarence Coffee, Nella Tahrini | The Monsters & The Strangerz, Sheehan | 2:47 |
| 6.  | Feels So Good                      | Tom Apsaul                                                                               | MNEK, Wayne Wilkins                   | 3:37 |
| 7.  | If Only                            | Ariel Rechtshaid, Justin Raisen, Dan Nigro                                               | Rechtshaid                            | 3:21 |
| 8.  | Les Sex                            | Amanda Warner, Peter Wade Keusch, Joshua „J.D.“ Walker, William Rappaport, Henri Lanz    | Walker, GoodWill & MGI                | 3:47 |
| 9.  | Kiss Me Once                       | Furler                                                                                   | Jesse Shatkin                         | 3:17 |
| 10. | Beautiful (feat. Enrique Iglesias) | Enrique Iglesias, Mark Taylor, Alex Smith, Samuel Preston                                | Taylor, Smith                         | 3:24 |
| 11. | Fine                               | Karen Poole, Chris Loco, Kylie Minogue                                                   | Loco                                  | 3:36 |

## Kommerzieller Erfolg

### Chartplatzierungen
| ChartsChartplatzierungen       | Höchstplatzierung | Wochen |
| ------------------------------ | ----------------- | ------ |
| Australien (ARIA)              | 1 (6 Wo.)         | 6      |
| Deutschland (GfK)              | 9 (4 Wo.)         | 4      |
| Österreich (Ö3)                | 16 (3 Wo.)        | 3      |
| Schweiz (IFPI)                 | 8 (5 Wo.)         | 5      |
| Vereinigte Staaten (Billboard) | 31 (1 Wo.)        | 1      |
| Vereinigtes Königreich (OCC)   | 2 (12 Wo.)        | 12     |

### Auszeichnungen für Musikverkäufe
| Land/Region                  | Auszeichnungen für Musikverkäufe (Land/Region, Auszeichnung, Verkäufe) | Verkäufe |
| ---------------------------- | ---------------------------------------------------------------------- | -------- |
| Vereinigtes Königreich (BPI) | Silber                                                                 | 60.000   |
| Insgesamt                    | 1× Silber ·                                                            | 60.000   |

Hauptartikel: Kylie Minogue/Auszeichnungen für Musikverkäufe